# FK Zvezdara
FK Zvezdara (Servisch: фк Звездара) is een Servische voetbalclub uit Bulbulder in de gemeente Zvezdara in het hoofdstedelijk district Belgrado. 

## Geschiedenis
In 1951 werd de club opgericht als FK Bulbulderac. In 1960 werd de naam BSK en vanaf 1974 werd als OFK Zvezdara gespeeld. 
In 1999 werd de club derde in de tweede klasse achter Cukaricki Stankom Beograd en Hajduk Beograd en miste zo net de promotie naar de hoogste klasse. Het volgende seizoen werd de club gedeeld derde met Radnički Jugopetrol. In 2001 werd de club kampioen met 90 punten. Van de 34 wedstrijden werden er 29 gewonnen. In juli 2001 werd voorzitter Trojanović vermoord. De club kreeg hierdoor financiële problemen.
Het seizoen 2001/02 in de hoogste klasse begon de club niet slecht en op de derde speeldag werd FK Zeta met 6-0 de grond ingeboord. Naar het einde van het seizoen toe deed de club het echter een heel stuk minder goed en werd uiteindelijk 16de op 18 clubs. Enkel Mladost Apatin en Radnički Kragujevac deden het slechter.  
Na dit seizoen fuseerde de club vanwege de financiële problemen met FK Srem uit de stad Sremska Mitrovica dat in de derde klasse speelde en daar ook op een degradatieplaats belandde. De fusie was niet logisch, daar Sremska Mitrovica in Vojvodina ligt, een heel eind van Belgrado. Zvezdara werd opgeslokt door FK Srem dat gewoon zijn naam bleef behouden maar nu de licentie van Zvezdara overnam en in de tweede klasse begon.
Een maand later werd door fans van Zvezdara een nieuwe club opgericht met de naam FK Bulbulderac. Deze nam in het seizoen 2003/04 weer deel aan de regionale competitie rond Belgrado. In 2013 werd de naam FK Zvezdara weer aangenomen.

## Bekende (oud-)spelers
- Mitar Novaković
- Ivica Kralj
- Marko Dević
- Ranko Stojić